# Bob Strahl
Bob Strahl (* 1. Juli 1959 in Bad Saarow; † 19. September 1997 in Berlin) war ein deutscher Schriftsteller und Sketch-Autor.

## Leben
Bob Strahl wuchs in Berlin bei seinen Eltern Alice und Rudi Strahl (Schriftsteller, Dramatiker) auf, besuchte die Erweiterte Oberschule und erlernte am Deutschen Theater in Berlin den Beruf eines Beleuchters, den er dort sieben Jahre ausübte.
Neben kurzzeitigeren Arbeiten als Kraftfahrer beim Medizinischen Dienst und als Caterer beim Film begann Bob Strahl zu schreiben. In der Wochenzeitschrift Sonntag, dem späteren Freitag, veröffentlichte er Kurzgeschichten. Für die Radiosendung Spaß am Spaß und Fernsehreihen wie Kanal fatal im Bayerischen Fernsehen und Sketchup in der ARD schrieb er Sketche. Mit 37 debütierte er als Buchautor mit dem Band Wohl und Wehe.

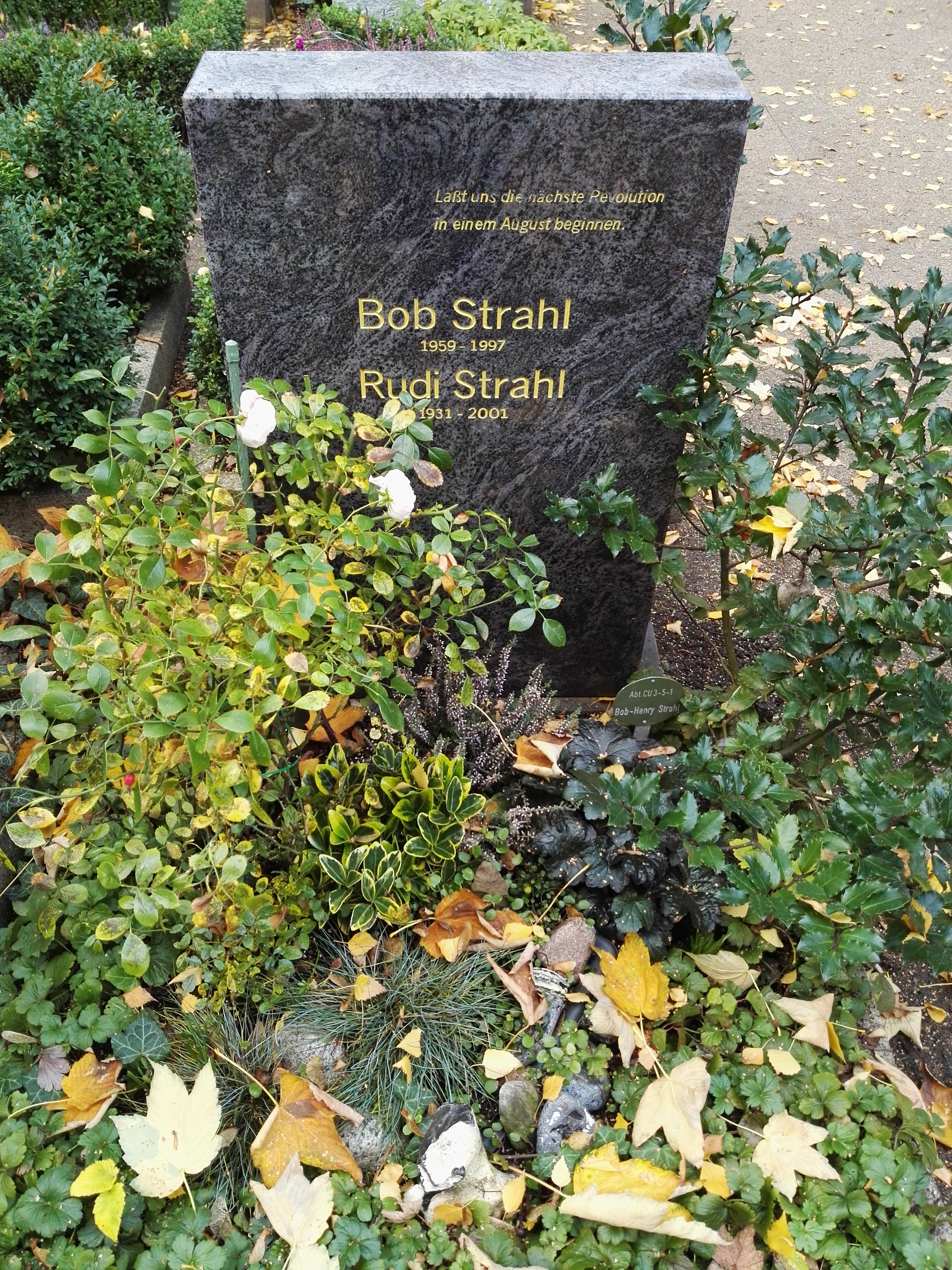
Grab von Bob und Rudi Strahl auf dem Dorotheenstädtischen Friedhof in Berlin

Am 19. September 1997 verstarb Bob Strahl nach einer schweren Operation und vierwöchigem Koma in der Berliner Charité. Sein Grab bekam er auf dem Dorotheenstädtischen Friedhof in Berlin-Mitte. Bei der Trauerfeier hielten die Schauspielerinnen des Deutschen Theaters Simone von Zglinicki und Johanna Schall die Rede und lasen aus seinen letzten Arbeiten. Sein Grabstein trägt als Inschrift den Schlusssatz eines seiner Texte: 

„Laßt uns die nächste Revolution in einem August beginnen.“

Um den literarischen Nachlass von Bob Strahl kümmerten sich sein Vater Rudi und seine Frau Janine. Aus bereits veröffentlichten sowie noch unveröffentlichten Geschichten entstand der Band Eine unsterbliche Seele. Er enthält außerdem die Trauerrede von Simone von Zglinicki, den Text des Liedes Bruder, das der Rockmusiker Dirk Zöllner seinem Freund Bob gewidmet hat, sowie Illustrationen von Manfred Bofinger und ein Vorwort von Hermann Kant.
Der Schriftsteller Hermann Kant über die Texte von Bob Strahl:
„Ein Depeschenbündel, das unseren Kriegszustand meldet. Eine Versammlung frecher Gedanken... Weniger modisch als modern geht es zu, sehr szenig manchmal, sehr cool – und dann doch immer wieder mit ruppiger Zärtlichkeit.“
Bob Strahl war verheiratet mit der Fernsehmoderatorin Janine Strahl-Oesterreich.

## Veröffentlichungen

### Bücher
- Wohl und Wehe. Ed. Ost, Berlin 1996, ISBN 3-929161-76-1.
- Eine unsterbliche Seele und andere Letzte-Minuten-Geschichten. Ed. Ost, Berlin 1999, ISBN 3-89793-015-3.

### Hörbuch
- Janine Strahl-Oesterreich liest Bob Strahl, Wohl und Wehe. 2012.[1]